# Pandiaka benthamii
Pandiaka benthamii är en amarantväxtart som först beskrevs av Lopr., och fick sitt nu gällande namn av Schinz. Pandiaka benthamii ingår i släktet Pandiaka och familjen amarantväxter. Inga underarter finns listade i Catalogue of Life.